# Jack Rowley

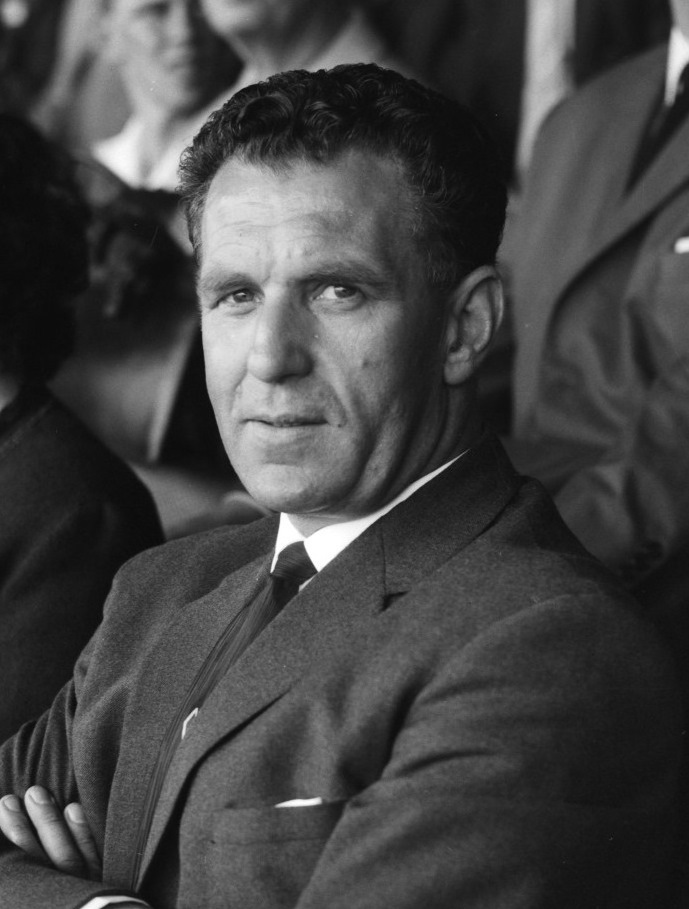
Jack Rowley

John Frederick (Jack) Rowley (Wolverhampton, 7 oktober 1918 - 28 juni 1998) was een Brits voetballer en voetbalcoach.
Zijn jongere broer Arthur heeft nog steeds het Engelse doelpuntenrecord in handen van 434 doelpunten in zijn carrière. Rowley was een spits en werd door Manchester United gekocht van Bournemouth & Boscombe voor een bedrag van 3000 pond. Zijn bijnaam luidde "The Gunner" en hij speelde in de jaren veertig en begin jaren vijftig. Hij maakte zijn debuut in oktober 1937 tegen Sheffield Wednesday. Met Manchester United won hij in 1948 de FA Cup (twee doelpunten in de finale tegen Blackpool, total 4-2) en vier jaar later het kampioenschap. In 1948 werd hij op dertigjarige leeftijd geselecteerd voor het Engelse elftal. Hij speelde zes interlands en scoorde hierin zesmaal. In 1955 stopte hij met zijn loopbaan als speler. Hij had 422 wedstrijden gespeeld en 208 doelpunten gescoord (eerste divisie 355/173).
Hij werd coach van Oldham Athletic en promoveerde in 1963 met deze club naar de derde divisie. Het seizoen daarna werd hij trainer van Ajax. Zijn eerste wedstrijd in augustus 1963 tegen Fortuna '54 verloor hij met 2-1. Met Ajax wist Rowley geen enkele prijs te winnen en na afloop van het seizoen keerde hij terug naar Engeland. 
Zijn vertrek bij Ajax zou zijn ingeluid door het dwingen te laten spelen van speler Siem Tijm terwijl hij kampte met een zwevende botsplinter in de enkel.
Hij werd opgevolgd door de terugkerende Vic Buckingham.

## Carrière
Speler
- ?-? Wolverhampton Wanderers
- 1936–1937: Bournemouth and Boscombe Athletic
- 1937–1955: Manchester United (1937/1938 tweede division)
- 1955–1957: Plymouth Argyle (speler-trainer)
- 1948–1952: Engelse elftal (6/6)

Trainer
- 1955–1960: Plymouth Argyle
- 1960–1963: Oldham Athletic
- 1963–1964: Ajax
- 1966–1967: Wrexham
- 1968–1969: Oldham Athletic

## Erelijst
- Engelse beker: 1948
- Engelse kampioenschap: 1952